# Satyrium trinerve
Satyrium trinerve är en orkidéart som beskrevs av John Lindley. Satyrium trinerve ingår i släktet Satyrium och familjen orkidéer. Inga underarter finns listade i Catalogue of Life.